# خوليو سيزار فرانكو لوبيز
خوليو سيزار فرانكو لوبيز (بالإسبانية: Julio César Franco)‏ (1 أكتوبر 1965 بأسونسيون في باراغواي - ) هو مدرب كرة قدم ولاعب كرة قدم باراغواياني في مركز الوسط. شارك مع منتخب باراغواي لكرة القدم. أما مع النوادي، فقد لعب مع إنديبندينتي ونادي قادش وتكستيل منديتش ‏ ونادي غواراني (نادي كرة قدم) وديبورتيس إيكيكي.

## وصلات خارجية
- خوليو سيزار فرانكو لوبيز على موقع قاعدة بيانات كرة القدم.إي يو (الإنجليزية)
- خوليو سيزار فرانكو لوبيز على موقع ناشيونال فوتبول تيمز (الإنجليزية)
- خوليو سيزار فرانكو لوبيز على موقع عالم كرة القدم.نت (الإنجليزية)